# كاريكا (جنس)
الكاريكا (الاسم العلمي: Carica) جنس من نبات كاسيات البذور من فصيلة الباكسيات التي تحتوي نوع واحد فقط وهو البابايا، والتي تنتشر اشجارها الأصلية في المناطق الاستوائية الأمريكية.